# Jean-Claude Drouin (architecte)
 (juin 2023).
Jean-Claude Drouin, né le 3 novembre 1933 à Bucarest (Roumanie) et mort le 11 novembre 2020 à Rochecorbon, est un architecte et urbaniste français.

## Biographie
Fils du galeriste parisien René Drouin, Jean-Claude Drouin étudie au collège Stanislas et à l'École spéciale des travaux publics, avant d'intégrer en 1957 la section d'architecture de l'École des beaux-arts de Paris, au sein de l'atelier Perret-Herbé-Remondet. Déçu par le contenu pédagogique proposé, il en délaisse rapidement les cours pour se concentrer sur ceux de l'Institut d'urbanisme de Paris, où il suit les enseignements de géographie de Max Sorre, d'histoire de Pierre Lavedan, et d'aménagement urbain de Robert Auzelle. Bien qu'ayant choisi de consacrer son mémoire de fin d'études aux marchés flottants de Hong Kong, il décide à nouveau de ne pas terminer son cursus scolaire pour commencer plus rapidement à travailler aux États-Unis, d'abord au sein de l'agence de l'architecte Charles DuBose à Hartford (Connecticut), puis dans celle de Ieoh Ming Pei à New York.
Revenu en France en 1966, Jean-Claude Drouin reçoit ses deux premières commandes : une maison de campagne à Ablis pour la famille Jaoul, et l'aménagement de la galerie d'art d'Ileana Sonnabend à Paris, rue Mazarine. Ces premiers travaux expriment deux références fortes chez l'architecte : le minimalisme de Mies van der Rohe et la culture machiniste de Jean Prouvé (dont il est alors le gendre), sensible dans la recherche de rapports de proportions clairs, d'une économie de moyens et dans l'utilisation de matériaux modernes. Il travaille aussi, à partir de 1968, à l'aménagement de l'atelier et de la maison du sculpteur Calder, dont il devient l'ami, à Saché, au sud de la Touraine.
Appuyé par l'ancien haut-fonctionnaire Pierre Dalloz qui est le conseiller du maire de Tours Jean Royer en matière d'architecture, Jean-Claude Drouin est appelé pour fonder, le 1er avril 1967, l'atelier intercommunal d'urbanisme de l'agglomération de Tours. Précédant de quelques mois la Loi d'orientation foncière, cette structure associative reprend le modèle de l'atelier d'Alger fondé une dizaine d'années plus tôt par Dalloz. En plus de servir de conseil et d'interface auprès des élus et des communes, l'atelier doit aussi pouvoir mener des études architecturales et urbaines, en particulier à un stade pré-opérationnel, pour évaluer l'opportunité d'une opération immobilière ou paysagère.
Jean-Claude Drouin dirige à ce titre plusieurs études architecturales sur le territoire de la ville de Tours, notamment pour l'aménagement de la place de la Tranchée et la fusion des gares de Tours et Saint-Pierre-des-Corps. L'insertion des constructions nouvelles voulues par Jean Royer est évaluée à l'aide d'une grande maquette de 25 m² couvrant le territoire communal, et régulièrement mise à jour. L'atelier d'urbanisme mène également l'étude de nombreux Plans d'occupation des sols (POS) pour différentes communes d'Indre-et-Loire.
Inscrit en 1972 à l'Ordre des architectes, Jean-Claude Drouin poursuit ponctuellement son activité libérale, construisant notamment en 1977 sa maison personnelle à Rochecorbon (labellisée Architecture contemporaine remarquable en 2020). Sa réalisation la plus importante, les nouvelles halles de Tours, est terminée en 1980 en association avec son confrère Michel Georginadi : ses façades légères, alternant vitrages et coques composites, signalent le caractère modulaire du bâtiment et son primat industriel puisé dans les travaux de Jean Prouvé.
Plusieurs autres travaux dirigés par Jean-Claude Drouin au sein de l'atelier d'urbanisme de l'agglomération de Tours marquent le paysage local : la piétonisation du Vieux-Tours autour de la place Plumereau, le lancement du quartier des Deux-Lions dans la vallée du Cher, et surtout la construction en 1993, sur les plans de l'architecte Jean Nouvel, du centre de congrès Vinci dont l'emplacement dans le centre de Tours est proposé par l'atelier. Deux projets inaboutis portés par Jean-Claude Drouin marquent toutefois le dernier mandat de Jean Royer à la tête de la ville de Tours : la transformation en centre d'art de l'usine à gaz (finalement dynamitée en 1989) et l'aménagement du vaste quartier de la Gloriette - toujours dans la vallée du Cher - pour lequel Drouin s'entoure de l'architecte Bertrand Bonnier et du paysagiste Gilles Clément.
Nommé à deux reprises pour le Grand Prix de l'Urbanisme, Jean-Claude Drouin fait finalement valoir ses droits à la retraite en 1999 après 32 ans à la tête de l'atelier d'urbanisme de l'agglomération de Tours.

## Principales réalisations architecturales
- Aménagement de la galerie d'art Ileana Sonnabend, rue Mazarine, Paris, 1966
- Maison-atelier du sculpteur Alexander Calder, Saché, 1969
- Prototype de maison modulaire industrialisée, Ablis, 1970 (avec Jean Prouvé, ingénieur)
- Maison troglodytique, Rochecorbon, 1977
- Prototypes de maisons solaires, Combres, 1977 (avec Jean-Yves Barrier, architecte)
- Halles, bureaux et crèche, Tours, 1980 (avec Michel Georginadi, architecte)
- Usine pour les éditions Europa, Combres, 1982

### Travaux universitaires et académiques
- Antoine Ditte, Les gens se sont habitués très rapidement, travail personnel de fin d'études, école nationale supérieure d'architecture de Nantes, 2005.
- Amandine Candel, L'agence d'urbanisme de l'agglomération de Tours, 1967-1999, des origines à l'épanouissement d'un esprit sensible, mémoire de master 1 d'histoire de l'art, université de Tours François-Rabelais, 2015.